# Нижнеомское сельское поселение
Нижнеомское сельское поселение — муниципальное образование в Нижнеомском районе Омской области Российской Федерации.
Административный центр — село Нижняя Омка.

## История
Статус и границы сельского поселения установлены Законом Омской области от 30 июля 2004 года № 548-ОЗ «О границах и статусе муниципальных образований Омской области».

## Население
| 2010  | 2011  | 2012  | 2013  | 2014  | 2015  | 2016  |
| ----- | ----- | ----- | ----- | ----- | ----- | ----- |
| 5423  | ↘5403 | ↘5307 | ↘5257 | ↘5190 | ↗5214 | ↘5198 |
| 2017  | 2018  | 2019  | 2020  | 2021  | 2023  |       |
| ↘5170 | ↗5181 | ↗5203 | ↗5216 | ↘5044 | ↘4976 |       |

## Состав сельского поселения
| № | Населённый пункт | Тип населённого пункта       | Население |
| - | ---------------- | ---------------------------- | --------- |
| 1 | Вишнёвка         | деревня                      | 133       |
| 2 | Кабурлы          | деревня                      | 6         |
| 3 | Камышинка        | деревня                      | 113       |
| 4 | Лаврино          | деревня                      | 127       |
| 5 | Нижняя Омка      | село, административный центр | ↘4592     |
| 6 | Придорожное      | деревня                      | 223       |